# جوني تومسن
جوني تومسن (بالدنماركية: Johnny Thomsen)‏ (26 فبراير 1982 بالدنمارك - ) هو لاعب كرة قدم دانمركي في مركز الدفاع. شارك مع منتخب الدنمارك لكرة القدم. أما مع النوادي، فقد لعب مع نادي راندرس ونادي سوندرييسكه ونادي كوبنهاغن وFC Fredericia ‏ وSønderjyskE ‏.

## وصلات خارجية
- جوني تومسن على موقع قاعدة بيانات كرة القدم.إي يو (الإنجليزية)
- جوني تومسن على موقع ناشيونال فوتبول تيمز (الإنجليزية)